# らき☆すたのディスコグラフィ
らき☆すたのディスコグラフィでは、『らき☆すた』の関連CDについて記述する。

## シングル

### もってけ!セーラーふく
2007年5月23日にLantisから発売された。商品番号 - LACM-4362。テレビアニメ『らき☆すた』のオープニングテーマが収録されている。

### 真・らき☆すた 萌えドリル 〜旅立ち〜 発売延期追加特典 ごめんねマキシCD
2007年5月24日に発売されたニンテンドーDS用ゲームソフト『真・らき☆すた 萌えドリル 〜旅立ち〜』のDXパック予約購入特典として各主題歌が収録された。3トラック目は購入した店舗により収録内容が異なっており、全部で3種類存在する。盤面からの判別は不可能だが、CD裏面の穴の周囲に書かれている商品番号にて判別が可能である。
収録曲
（全作詞 - くまのきよみ、作曲・編曲 - 櫻井真一）
1. らきらき☆EVERYBODY [3:25]
歌 - 泉こなた（広橋涼）・柊つかさ（中原麻衣）・柊かがみ（小清水亜美）
2. らっきー☆すっきーYeah! [3:34]
歌 - 宮河ひなた（能登麻美子）・宮河ひかげ（田村ゆかり）
3. 3トラック目は商品番号により収録内容が異なる
  - 【KAD-002-B1】らきらき☆EVERYBODY 泉こなたVer. [3:23]
歌 - 泉こなた（広橋涼）
  - 【KAD-002-B2】らきらき☆EVERYBODY 柊かがみVer. [3:24]
歌 - 柊かがみ（小清水亜美）
  - 【KAD-002-B3】らっきー☆すっきーYeah! 宮河ひなたVer. [3:32]
歌 - 宮河ひなた（能登麻美子）

### 曖昧ネットだーりん
2007年7月25日にLantisから発売された。商品番号 - LACM-4391。ラジオ『らっきー☆ちゃんねる』のオープニングテーマとエンディングテーマが収録されている。

### もってけ!セーラーふくRe-Mix001〜7 burning Remixers〜
2007年8月8日にLantisから発売された。商品番号 - LACM-4402。『もってけ!セーラーふく』のリミックスが収録されている。

### 三十路岬
2007年8月29日にLantisから発売された。商品番号 - LACM-4397（CD）/LACT-4397（コンパクトカセット）。テレビアニメ『らき☆すた』の第16話の挿入歌・エンディングテーマ。初回限定でカセットテープ版も発売された。

### コスって!オーマイハニー
2007年8月29日にLantisから発売された。商品番号 - LACM-4398。テレビアニメ『らき☆すた』の作中に登場した泉こなたとパトリシア・マーティンが作った同人CDを、実際に商品化したもの。なお、アニメの作中で、本楽曲は一切流されていない。

### らき☆すた キャラクターソング
2007年9月5日から2008年3月26日まで、Lantisより発売された13枚からなる一連のキャラクターソング。商品番号 - LACM-4404 - 4407、4409 - 4412、4424 - 4427、4473。

### らき☆すたRe-Mix002〜『ラキスタノキワミ、アッー』【してやんよ】〜
2007年12月2日にLantisから発売された。商品番号 - LACM-4445。前作と異なり、『もってけ!セーラーふく』のリミックス以外にもJAM Projectによるカバーやメドレー曲も収録しているため、タイトルから『もってけ!セーラーふく』が外されている。

### ハマってサボっておーまいがっ!
2008年3月5日にLantisから発売された。商品番号 - LACM-4465。PlayStation 2用ゲームソフト『らき☆すた 〜陵桜学園 桜藤祭〜』のオープニングテーマとエンディングテーマが収録されている。

### 愛をとりもどせ!!
2008年10月8日にLantisから発売された。商品番号 - LACM-4534。OVA『らき☆すたOVA』のエンディングテーマが収録されている。

### な・り・あ・が・り☆
2010年1月27日にLantisから発売された。商品番号 - LACM-4688。PlayStation Portable用ゲームソフト『らき☆すた ネットアイドル・マイスター』のオープニングテーマとエンディングテーマが収録されている。

### Lucky☆Racer/Real Star☆
2010年6月23日にLantisから発売された。商品番号 - LACM-4688。バラエティ番組『らっきー☆れーさー』のオープニングテーマとエンディングテーマが収録されている。

### MAKEGUMI
2013年6月19日にLantisから発売された。当初は同年6月12日に発売予定だった。Webアニメ『宮河家の空腹』のエンディングテーマが収録されている。
収録曲
（全作詞・作曲・編曲 - 前山田健一、歌 - 宮河ひなた（島形麻衣奈） & 宮河ひかげ（川崎琴））
1. MAKEGUMI [3:53]
  - Webアニメ『宮河家の空腹』エンディングテーマ。
2. ☆に願いを [4:19]
3. MAKEGUMI (Inst.)
4. ☆に願いを (Inst.)

### KACHIGUMI
2013年7月31日にLantisから発売された。Webアニメ『宮河家の空腹』のオープニングテーマが収録されている。
収録曲
（全作詞・作曲・編曲 - 前山田健一）
1. KACHIGUMI
歌 - 泉こなた（平野綾） & 柊かがみ（加藤英美里）
  - Webアニメ『宮河家の空腹』オープニングテーマ。
2. 四十路峠[4]
歌 - 小神あきら（今野宏美）
3. KACHIGUMI (Inst.)
4. 四十路峠 (Inst.)

## アルバム

### 『らき☆すた』vocal mini album
2005年12月22日にフロンティアワークスから発売された。商品番号 - FCCT-0033。ニンテンドーDS用ゲームソフト『らき☆すた 萌えドリル』の主題歌が収録されている。

### TVアニメ『らき☆すた』エンディングテーマ集 〜ある日のカラオケボックス〜
2007年7月11日にLantisから発売された。商品番号 - LACA-5658。テレビアニメ『らき☆すた』の前半エンディングテーマ集。前半が実際にアニメで使用したドラマパート、後半が楽曲をフルで歌った歌パートとなっており、楽曲アルバムであると共に、ドラマCDであるともいえる。

### TVアニメ『らき☆すた』後半エンディングテーマ集 白石みのるの男のララバイ
2007年10月10日にLantisから発売された。商品番号 - LACA-5696。テレビアニメ『らき☆すた』の後半エンディングテーマ集。ただし、第16話のエンディングテーマ・三十路岬は収録されていない。

### milktub 15th ANNIVERSARY BEST ALBUM BPM200 ROCK'N'ROLL SHOW
2008年3月26日にLantisから発売された。商品番号 - LACA-9108/9。milktubの2枚組ベストアルバムで、『らき☆すた』とのコラボによるジャケットイラストおよび楽曲が収録されている。

### らき☆すた ミュージックフェア
2008年10月22日にLantisから発売された。商品番号 - LACA-5807。テレビアニメ『らき☆すた』のキャラクターソングアルバム。

### TVアニメ『らき☆すた』歌のベスト〜アニメ放送10周年記念盤〜
2017年8月2日にLantisから発売された。商品番号 - LACA-9530〜LACA-9533。テレビアニメ『らき☆すた』やゲームの主題歌・挿入歌・カップリング曲・キャラクターソングを収録したベスト・アルバム。

## 映像作品

### らき☆すた in 武道館 あなたのためだから
2009年3月29日に日本武道館にて行われた、テレビアニメ『らき☆すた』のライブイベント。2009年12月25日にそれを収録したライブDVDが角川書店から発売された。商品番号 - KABA-2614。2011年5月27日発売のBD-BOXにも収録。

## ドラマCD

### ドラマCD らき☆すた
2005年8月24日にフロンティアワークスより発売された。商品番号 - FCCC-0040。アニメ版とは声優が異なる。

### らき☆すた 萌えドリル DXパック封入特典 主題歌入りドラマCD
2005年12月1日に発売されたニンテンドーDS用ゲームソフト『らき☆すた 萌えドリル』のDXパック封入特典として収録された。
出演者
- 泉こなた - 広橋涼
- 柊つかさ - 中原麻衣
- 柊かがみ - 小清水亜美
- 高良みゆき - 中山恵里奈
- 小早川ゆたか - 清水愛
- 岩崎みなみ - 松来未祐
- パトリシア＝マーティン - 雪野五月
- 宮河ひなた - 能登麻美子
- 宮河ひかげ - 田村ゆかり

### 真・らき☆すた 萌えドリル 〜旅立ち〜 DXパック封入特典 オリジナルドラマCD
2007年5月24日に発売されたニンテンドーDS用ゲームソフト『真・らき☆すた 萌えドリル 〜旅立ち〜』のDXパック封入特典として収録された。
出演者
- 泉こなた - 広橋涼
- 柊かがみ - 小清水亜美
- 高良みゆき - 中山恵里奈
- 日下部みさお - 高橋美佳子
- 峰岸あやの - 後藤邑子
- 小早川ゆたか - 清水愛
- 岩崎みなみ - 松来未祐
- 田村ひより - 新谷良子
- 桜庭ひかる - 松岡由貴
- 小神あきら - 野中藍

### らき☆すた ドラマCD（ドラマがコンプリートなディスク）
2008年8月27日にLantisより発売された。商品番号 - LACA-5741。当初は同年2月6日に発売予定だった。声優・脚本共にアニメ版のキャスト・スタッフが手がけている。

### らき☆すた かがみんのツンデレCD（仮）
2008年10月22日にLantisから発売予定であった。『らき☆すた ミュージックフェア』と同日発売の予定で、8月よりアニメショップやレコード店での店頭予約の受付が行われていたが、その後発売延期となり、2010年になってようやく発売中止が告知された。発売告知や発売延期告知などは「月刊コンプティーク」誌上やランティス公式サイトでは一切行われていない。

### らき☆すた おしゃべりCD
2010年2月24日にLantisから4枚同時に発売予定であった。『な・り・あ・が・り☆』の帯にて発売告知されており、その後もランティス公式サイトで同年3月24日に発売延期、5月26日に再延期の告知が行われ、最終的に発売延期未定となった。なお、発売告知や発売延期告知などは「月刊コンプティーク」誌上では一切行われていない。

### らき☆すた 〜陵桜学園 桜藤祭〜 Portable DXパック予約特典 シチュエーションボイスCD
2010年12月23日に発売されたPlayStation Portable用ゲームソフト『らき☆すた 〜陵桜学園 桜藤祭〜 Portable』の予約購入特典として収録された。いわゆる小ネタ集的なドラマCDとなっている。
収録内容
1. プロローグ
2. その1 もしらき☆すたがバトル物だったら
3. その2 みなさんの水着姿を見せて下さい
4. その3 もし皆さんが好きな人にプロポーズするとしたら

出演者
- 泉こなた - 平野綾
- 柊つかさ - 福原香織
- 柊かがみ - 加藤英美里
- 高良みゆき - 遠藤綾

### ドラマCD 宮河家の空腹〜宮河ひなたの一日〜
2013年6月10日に発売された「月刊コンプティーク」2013年7月号の付録として収録された。当初は6月号付録の予定であった。声優・脚本共にアニメ版のキャスト・スタッフが手がけている。

### 「宮河家の空腹」ドラマCD 陵桜学園高等学校文化祭は大パニックかも
2014年2月26日にLantisより発売された。商品番号 - LACA-15373。声優・脚本共にアニメ版のキャスト・スタッフが手がけている。

## ラジオCD

### らっきー☆ちゃんねる やっとけ!公開録音
2007年8月12日に開催されたワンダーフェスティバル2007［夏］で行われた、『らっきー☆ちゃんねる』やっとけ!公開録音の内容が収録されている。
出演者
- 今野宏美（小神あきら役）
- 白石稔（白石みのる役）
- 加藤英美里（柊かがみ役）
- 福原香織（柊つかさ役）

#### コンプティーク編CD
Vol.1は2007年6月10日に発売された「月刊コンプティーク」2007年7月号の付録として収録された。

#### コンプエース編CD
Vol.2は2007年10月26日に発売された「月刊コンプエース」2007年12月号の付録として収録された。

#### コンプヒロインズ編CD
Vol.3は2007年11月26日に発売された「コンプH's」vol.7の付録として収録された。

### らっきー☆ちゃんねるラジオCD その01（仮）
2009年8月26日にLantisから発売予定であった。6月より多くのネットショップでは予約の受付をしていたが、7月になると予約の受付が中断され、事実上の発売中止となった。発売告知や発売延期告知などは「月刊コンプティーク」誌上やランティス公式サイトでは一切行われていない。

### らっきー☆ちゃんねる 新東京サーキットスペシャル
2011年5月25日にLantisから発売された。バラエティ番組『らっきー☆れーさーR』SP第2回において『らっきー☆ちゃんねる』と『らっきー☆れーさー』の合同同時収録が行われ、そのトーク部分を収録した内容になっている。
出演者
- 今野宏美（小神あきら役）
- 白石稔（白石みのる役）
- 水原薫（日下部みさお役）
- 相沢舞（峰岸あやの役）
- 平松広和（泉そうじろう役）
- 美水かがみ（原作者）

収録内容
1. あきらとみのるのオープニングトーク
2. らき☆すた原作者、美水かがみ先生登場!
3. 背景コンビ復活!そして泉そうじろう参戦!
4. 背景コンビとそうじろうの会話
5. グダグダな5人
6. みんなでエンディングトーク

## サウンドトラック

### BGM & ラジオ番組「らっきー☆ちゃんねる」のダイジェストを収録したスペシャルCD
角川書店から発売されたテレビアニメ『らき☆すた』の限定版DVDに特典として収録された。またアニメ各話の放送後に配信されたラジオ『らっきー☆ちゃんねる』の内容を再編集し、CD後半に納めている。そのため、サウンドトラックだけではなく、ラジオCDとしての側面もある。楽曲は記述があるものを除き全作曲・編曲 - 神前暁。曲名はすべてプロデューサーの斎藤滋による命名。
出演者
- 今野宏美（小神あきら役）
- 白石稔（白石みのる役）

#### CD1
2007年6月22日に発売された『らき☆すた』1巻の限定版DVDに特典として収録された。ラジオ「らっきー☆ちゃんねる」ダイジェストその1として、第15回および第16回の内容を収録している。
収録内容
1. フンフンフン♪だよ、らき☆すた
2. ランランラン♪だよ、らき☆すた
3. うんちくだよ、らき☆すた
4. こなたのテーマ、普通バージョン
5. 鋼拳バトル、暁がんばった
6. アニメ第1回放送分のあとに…
7. プロデューサーからの指令 その1
8. 言い訳の天才
9. アニメ第2回放送分のあとに…
10. プロデューサーからの指令 その2
11. もしもでらっきー☆ちゃんねる

#### CD2
2007年7月27日に発売された『らき☆すた』2巻の限定版DVDに特典として収録された。ラジオ「らっきー☆ちゃんねる」ダイジェストその2として、第17回および第18回の内容を収録している。
収録内容
1. らっきー☆ちゃんねるのテーマ
2. 次回予告だよ、らき☆すた
3. マッシー & マーロー
4. 愉快だね、らき☆すた
5. ゲーセンでキャッチだね、らき☆すた
6. 歯医者をねらえ!、暁ふんばった
7. アニメ第3回放送分のあとに…
8. プロデューサーからの指令 その3
9. 言い訳の天才
10. アニメ第4回放送分のあとに…
11. プロデューサーからの指令 その4
12. アイドルのタテマエとホンネ〜エンディング

#### CD3
2007年8月24日に発売された『らき☆すた』3巻の限定版DVDに特典として収録された。ラジオ「らっきー☆ちゃんねる」ダイジェストその3として、第19回および第20回の内容を収録している。
収録内容
1. Gravity
歌 - m.o.e.v[16]
作詞・作曲・編曲 - 神前暁
2. ドライブだよ、らき☆すた
3. 海ですなぁ、海ですねぇ
4. 南国風ですが、何か
5. 怪談の恐怖
6. ぎゃああああああああ
7. これでエンヤ、暁の苦悩
8. アニメ第5回放送分のあとに…
9. プロデューサーからの指令その5
10. 言い訳の天才
11. アニメ第6回放送分のあとに…
12. プロデューサーからの指令その6
13. もしもdeらっきー☆ちゃんねる

#### CD4
2007年9月28日に発売された『らき☆すた』4巻の限定版DVDに特典として収録された。ラジオ「らっきー☆ちゃんねる」ダイジェストその4として、第21回および第22回の内容を収録している。
収録内容
1. タッタタカターだよ、らき☆すた
2. 軽やかだよ、らき☆すた
3. 楽しく元気の良い曲を暁先生が作りました
4. こなたのテーマ、中近東バージョン
5. 体育祭ですよ
6. つかさのヘッポコハードル競争
7. つかさのリコーダー演奏
8. かがみのリコーダー演奏
9. アニメ第7回放送分のあとに…
10. プロデューサーからの指令その7
11. ポイント加算らっきーず
12. アニメ第8回放送分のあとに…
13. プロデューサーからの指令その8
14. もしもdeらっきー☆ちゃんねる〜エンディング

#### CD5
2007年10月26日に発売された『らき☆すた』5巻の限定版DVDに特典として収録された。ラジオ「らっきー☆ちゃんねる」ダイジェストその5として、第23回および第24回の内容を収録している。
収録内容
1. バンガスター
2. フンフンギターだよ、らき☆すた
3. スキップスキップだよ、らき☆すた
4. こなたのテーマ、沖縄バージョン[17]
5. マリヤ様がみてるかもしれない
6. ファイルナファタンジー
7. ハレ晴レユカイ（こなたの着メロ）
8. パッヘルベルのカノン（つかさの着メロ）
9. アニメ第9回放送分のあとに…
10. プロデューサーからの指令その9
11. ポイント加算らっきーず
12. アニメ第10回放送分のあとに…
13. オリジナルかき氷を作ろう!〜プロデューサーからの指令その10
14. もしもdeらっきー☆ちゃんねる〜エンディング

#### CD6
2007年11月22日に発売された『らき☆すた』6巻の限定版DVDに特典として収録された。ラジオ「らっきー☆ちゃんねる」ダイジェストその6として、第25回および第26回の内容を収録している。
収録内容
1. ぶっぶぶっぶぶーだね、らき☆すた
2. 切なき時間
3. 1974
4. 掲載、それは感動
5. 戦場の有明
6. お正月だよ、らき☆すた
7. アニメ第11回放送分のあとに…
8. プロデューサーからの指令その11
9. 白石、あきら様におみやげを買ってくる
10. アニメ第12回放送分のあとに…
11. プロデューサーからの指令その12
12. お便りご紹介〜エンディング

#### CD7
2007年12月21日に発売された『らき☆すた』7巻の限定版DVDに特典として収録された。ラジオ「らっきー☆ちゃんねる」ダイジェストその7として、第27回および第28回の内容を収録している。
収録内容
1. ゆたかのテーマ
2. ずっと暁のターン
3. かがみキュン
4. 最後の答えで良いですか?
5. ビールのCMっぽい曲を作ってみた
6. エルガムイ
7. らき☆すたフィギュア化計画最新情報
8. プロデューサーからの指令その13
9. お便りご紹介〜ポイント加算らっきーず
10. アニメ第14回放送分のあとに…
11. プロデューサーからの指令その14
12. もしもdeらっきー☆ちゃんねる〜エンディング

#### CD8
2008年1月25日に発売された『らき☆すた』8巻の限定版DVDに特典として収録された。ラジオ「らっきー☆ちゃんねる」ダイジェストその8として、第29回および第30回の内容を収録している。
収録内容
1. みなみのテーマ
2. ひよりの妄想
3. 1年生はフレッシュだねぇ
4. 爽やかな友情
5. かがみだけ違うクラスになっちゃった…
6. そうじろう変身!
7. 本当に怖い家庭の医学
8. ドッペルゲンガー?次週、あきら様のライブ?
9. 夏休みについてゆるゆるとトーク
10. ポイント加算らっきーず
11. アニメ第16回放送分のあとに…
12. 白石君のエンディングが大好評!?
13. もしもdeらっきー☆ちゃんねる〜エンディング

#### CD9
2008年2月22日に発売された『らき☆すた』9巻の限定版DVDに特典として収録された。ラジオ「らっきー☆ちゃんねる」ダイジェストその9として、第31回および第32回の内容を収録している。
収録内容
1. パティのテーマ
2. 平和だな、らき☆すた
3. イライラかがみん
4. 柊四姉妹
5. 24時間
6. レオタード3姉妹美人泥棒
7. 興奮トラック
8. フルメタパニーク
9. 白石くんのエンディング、どうなの?
10. 兄沢命斗、スタジオに乱入!〜プロデューサーからの問いかけ その1
11. アニメ店長とともに、ポイント加算らっきーず
12. アニメ第18回放送分のあとに…ていうか暑苦しいよ。
13. 白石くんのエンディングが大好評!?
14. もしもdeらっきー☆ちゃんねる〜エンディング

ゲスト出演者
- 関智一（兄沢命斗役）

#### CD10
2008年3月21日に発売された『らき☆すた』10巻の限定版DVDに特典として収録された。ラジオ「らっきー☆ちゃんねる」ダイジェストその10として、第33回および第34回の内容を収録している。
収録内容
1. ギャルゲ〜朝の風景〜
2. ギャルゲ〜ランチ食べよ〜
3. ギャルゲ〜一緒に帰ろう〜
4. ギャルゲ〜宿題やんなさい！〜
5. ギャルゲ〜別にあんたの心配なんてしてないんだからね〜
6. ギャルゲ〜好きにしていいよ〜
7. 普通の飲み物には興味ありません!以上!
8. 1年生はフレッシュだねぇ[18]
9. いつもの感じ
10. あれ?白石富士の樹海に行ったんじゃ?
11. 一億円のお札の形の「のしいか」のおみやげ?〜ふつおた
12. のしいか食べながら、ポイント加算らっきーず
13. アニメ第20回放送分のあとに…小野大輔さん登場!
14. 新アシスタント小野さんと楽しいトーク!
15. 白石の中継?もしもdeらっきー☆ちゃんねる〜エンディング

ゲスト出演者
- 小野大輔（小野だいすけ役）

#### CD11
2008年4月25日に発売された『らき☆すた』11巻の限定版DVDに特典として収録された。ラジオ「らっきー☆ちゃんねる」ダイジェストその11として、第35回および第36回の内容を収録している。
収録内容
1. センチメンタル修学旅行〜ちょっと速い〜
2. センチメンタル修学旅行〜ちょっと遅い〜
3. センチメンタル修学旅行〜奈良っぽい〜
4. かがみの初恋
5. 銀河白石
6. かなたのテーマ
7. 今回も小野さんと二人で放送…と思ったら?
8. 樹海から帰ってきた白石くんを無視しながら小野さんとトーク。
9. 白石くんを無視しながら「ポイント加算らっきーず」。
10. あきら様も白石くんも失踪! さあ、どうなる!?
11. 柊姉妹のゆるゆるトーク その1
12. 柊姉妹のゆるゆるトーク その2

ゲスト出演者
- 小野大輔（小野だいすけ役）
- 斎藤滋（ディレクター）
- 菅原啓介（ディレクター）
- 加藤英美里（柊かがみ役）
- 福原香織（柊つかさ役）

#### CD12
2008年5月23日に発売された『らき☆すた』12巻の限定版DVDに特典として収録された。ラジオ「らっきー☆ちゃんねる」ダイジェストその12として、第37回および第38回、第39回の内容を収録している。
収録内容
1. 今日のお犬様
2. 文化祭は準備が一番楽しい
3. ずっと文化祭の準備をしていたい
4. ライジレーサー
5. 爆弾くんランド
6. サトルと巨像
7. ソウルキャバリエ
8. ACE BATTLE
9. モソハソ
10. 暁拳5
11. 新しい風[19]
12. ついに白石がメインナビゲーターに!アシスタントは?
13. 「ゲスト」として小神あきら登場!
14. あきら様が「三十路岬」について語る!
15. 「らき☆すた・最終回」が終わって…
16. 最後のゆるゆるトーク
17. もしもdeらっきー☆ちゃんねる・ファイナル
18. らっきー☆ちゃんねる最終回スペシャル・やっとこ公開録音24分・愛はみのるを救う!?

ゲスト出演者
- 水原薫（日下部みさお役）
- 加藤英美里（柊かがみ役）
- 福原香織（柊つかさ役）
- 武本康弘（監督）
- チェリーちゃん（美水かがみの母の愛犬）

### 『らき☆すたOVA（オリジナルなビジュアルとアニメーション）』 初回生産分特典 このOVAのために特別に新しく録音したBGM集
2008年9月26日に角川書店から発売されたOVA『らき☆すたOVA』初回生産分に特典として収録された。OVAはテレビ版のDVDと異なり、通常版と限定版に分かれていなかったため、初回生産分のみの収録となった。またテレビ版と異なり、ラジオは収録されていない。記述があるものを除き全作曲・編曲 - 神前暁。曲名はすべてプロデューサーの斎藤滋による命名。
収録内容
1. チェリーちゃん
2. 安らぎチェリーちゃん
3. トルアーカ 〜フィールド〜
4. トルアーカ 〜街〜
5. トルアーカ 〜塔〜
6. トルアーカ 〜戦闘〜
7. トルアーカ 〜アニメ店長〜
8. 天下一品武闘会
9. 熱血バレー
10. つかさ頑張る
11. つかさの憧れ
12. アタックNo.1のテーマ
歌 - 柊つかさ（福原香織）
作詞 -  東京ムービー企画部、作曲 - 渡辺岳夫、編曲 - 神前暁
13. 奇妙なドリーマー

### 宮河家の空腹 ヒャダインこと前山田健一が作曲したサウンドトラック シリーズ構成の待田堂子による新規撮り下ろしオリジナルドラマ 未放送のラジオ特別版を収録したCD
2013年12月27日に発売されたWebアニメ『宮河家の空腹』の限定版Blu-ray Discに特典として収録された。商品番号 - KAXA-6900CD。トラック13までがサウンドトラック、トラック14がオリジナルドラマ、トラック15がラジオとなっている。